# Haimpfarrich
Haimpfarrich (fränkisch: Hamfohri) ist ein Gemeindeteil der Kreisstadt Roth im Landkreis Roth (Mittelfranken, Bayern). Haimpfarrich liegt in der Gemarkung Eckersmühlen.

## Geografie
Das Dorf liegt sieben Kilometer südöstlich von Roth im Tal der Kleinen Roth. Unmittelbar östlich des Ortes verläuft seit 1988 der Main-Donau-Kanal. Die Schleuse Eckersmühlen liegt 500 m südöstlich; die 1,3 km breite Talsperre des Rothsees und das Naturschutzgebiet Nordwestufer der Rothsee-Hauptsperre befinden sich 600 m östlich von Haimpfarrich. Im Nordwesten grenzt das Waldgebiet „Leonhartsholz“ an. Das Flurgebiet „Schwärz“ liegt jenseits des Main-Donau-Kanals.
Eine Gemeindeverbindungsstraße führt zur Staatsstraße 2220 (1 km südwestlich) bzw. die Staatsstraße 2225 kreuzend nach Heuberg (1,8 km südöstlich). Wirtschaftswege führen nach Eckersmühlen (1,3 km westlich) und nach Weiherhaus (0,7 km südlich).

## Geschichte

### Burg Haimpfarrich
Auf der südlichen, 382 m hohen Anhöhe stand die in Holzbauweise errichtete Burg Haimpfarich, von der aus das Tal gut überblickt und kontrolliert werden konnte. Im Tal entstanden die Mühle und eine weitere kleine Ansiedlung, die unter Nummer D-5-6733-0040 als Bodendenkmal qualifiziert ist. Ein sonderlich stabiler Festungsbau war dort wegen des herrschenden Rohstoffmangels nicht möglich. Es gibt in dem Gebiet, das zur Sandachse Franken gehört, weder anstehenden Burgsandstein noch nennenswerte Lehmvorkommen. Die Burg wurde vom aufstrebenden Roth bereits im 13. Jahrhundert eingenommen und wieder geschleift. 1413 wurde der ruinöse Burgstall von Cunrath Groß, Abt zu Mönchaurach und der Witwe des Eberhard Groß an einen gewissen Hager verkauft. Ein Wiederaufbau erfolgte wohl nicht mehr, jedoch konnten sich die Hager in dem Gebiet etablieren. Hierauf weist der Ortsname Hagershof in dem 11 km nördlich gelegenen, fruchtbaren Tal des Hembaches hin. Heute ist sie vollständig abgegangen und mit den Schleusenanlagen überbaut.

### Ortsgeschichte
Haimpfarrich entstand im 12. Jahrhundert an dem damals wichtigen Handelsweg von Allersberg nach Georgensgmünd, der dem Lauf der Kleinen Roth und des Wallersbaches folgte und Roth südlich umging.
Im Urbar für das burggräfliche Amt Roth, das ca. 1360 aufgestellt wurde, wurde der Ort als „Heimpferreich“ erstmals urkundlich erwähnt. Zu dieser Zeit hatte das Amt nur einen Anspruch von „zwei Hühnern von zwei Äckern“. Der Ortsname bedeutet Heim, das von einem Pferch umgeben ist. 1380 hatten 3 Häuser jeweils zwei Fastnachtshennen und zwei von diesen Häusern zusätzlich 3 bzw. 6 Reuthheller zu entrichten. Im Urbar des nunmehr markgräflichen Amtes Roth, das 1434 aufgestellt wurde, bestand der Ort aus 3 Hofstätten. Im 16-Punkte-Bericht von 1608 sind für den Ort 8 Anwesen verzeichnet: 3 Anwesen unterstanden dem Kastenamt Roth, 1 Anwesen dem Gotteshaus Roth, 4 Anwesen der Reichsstadt Nürnberg (Spitalamt Heilig Geist: 1, Landesalmosenamt: 3).
Gegen Ende des 18. Jahrhunderts gab es in Haimpfarrich 8 Anwesen und ein Gemeindehirtenhaus. Das Hochgericht südlich der Roth übte das pfalz-bayerische Pflegamt Hilpoltstein aus und nördlich der Roth das brandenburg-ansbachische Oberamt Roth. Die Dorf- und Gemeindeherrschaft hatte das Kastenamt Roth. Grundherren waren das Kastenamt Roth (1 Köblergut, 2 Gastwirtschafts-Gütlein, 1 Gütlein) und die Reichsstadt Nürnberg (Spitalamt Heilig Geist: 1 Halbhof; Landesalmosenamt: 1 Halbhof, 1 Köblergut, 1 Gut mit Mahlmühle). Auch im Jahr 1800 hatte sich an diesen Verhältnissen nichts geändert.
Von 1797 bis 1808 unterstand der Ort dem Justiz- und Kammeramt Roth. Im Rahmen des Gemeindeedikts wurde Haimpfarrich dem 1808 gebildeten Steuerdistrikt Eckersmühlen und der 1811 gegründeten Ruralgemeinde Eckersmühlen zugeordnet. Im Zuge der Gebietsreform in Bayern wurde Haimpfarrich am 1. Mai 1978 zusammen mit Eckersmühlen nach Roth eingemeindet.
Während der Bauarbeiten des Main-Donau-Kanales und des Rothsees wurde der Mühlbach verlegt und die Mühle stillgelegt.
Der Ort verfügt heute über eine eigene Löschgruppe der Freiwilligen Feuerwehr sowie eine Dorfwirtschaft mit Biergarten. In Vorderhaimpfarrich ist eine Baufirma ansässig, in Haimpfarrich ein Holzwerk und ein Werkzeugmaschinen-Vertrieb.
Einmal im Jahr, jeweils im Juli, rückt Haimpfarrich in das Licht der Öffentlichkeit, wenn die Challenge Roth stattfindet. Start und Schwimmstrecke sind nur einen Kilometer entfernt, die Radstrecke und der Marathonlauf der Großveranstaltung führen unmittelbar am Ort vorbei und ziehen unzählige Zuschauer an.

### Einwohnerentwicklung
| Jahr      | 001818 | 001840 | 001861 | 001871 | 001885 | 001900 | 001925 | 001950 | 001961 | 001970 | 001987 | 002013 | 002018 |
| Einwohner | 46     | 42     | 47     | 38     | 45     | 48     | 49     | 46     | 45     | 52     | 44     | 41     | 42     |
| Häuser    | 9      | 7      |        |        | 9      | 8      | 9      | 9      | 10     |        | 13     |        |        |
| Quelle    | [ 14 ] | [ 15 ] | [ 16 ] | [ 17 ] | [ 18 ] | [ 19 ] | [ 20 ] | [ 21 ] | [ 22 ] | [ 23 ] | [ 24 ] |        | [ 1 ]  |

## Religion
Haimpfarrich ist seit der Reformation gemischt konfessionell. Die Einwohner römisch-katholischer Konfession nördlich der Roth waren ursprünglich nach Allerheiligen (Allersberg) gepfarrt, die Einwohner südlich der Roth nach St. Walburga (Heuberg), das zu einer Filiale von Pfarrei Hilpoltstein wurde. Heute sind alle Katholiken nach Maria Aufnahme in den Himmel (Roth) gepfarrt. Die Einwohner evangelisch-lutherischer Konfession sind in die Dreifaltigkeitskirche (Eckersmühlen) gepfarrt.